# Katar na Mistrzostwach Świata w Lekkoatletyce 2022
Katar na Mistrzostwach Świata w Lekkoatletyce 2022 – reprezentacja Kataru podczas mistrzostw świata w Eugene liczyła 2 zawodników, występujących w 2 konkurencjach. Wywalczyła jeden złoty medal.

## Medaliści
| Medal | Zawodnik           | Konkurencja | Rezultat | Data     |
| ----- | ------------------ | ----------- | -------- | -------- |
| złoto | Mutazz Isa Barszim | skok wzwyż  | 2,37     | 18 lipca |

## Skład reprezentacji

### Mężczyźni
| Zawodnik     | Konkurencja   | Preeliminacje | Preeliminacje | Elimincje | Elimincje | Półfinał | Półfinał | Finał | Finał   | Źródło |
| Zawodnik     | Konkurencja   | Wynik         | Pozycja       | Wynik     | Pozycja   | Wynik    | Pozycja  | Wynik | Pozycja | Źródło |
| ------------ | ------------- | ------------- | ------------- | --------- | --------- | -------- | -------- | ----- | ------- | ------ |
| Femi Ogunode | bieg na 100 m | BYE           | BYE           | 10,52     | 48.       | NQ       | NQ       | NQ    | NQ      | [ 1 ]  |

| Zawodnik           | Konkurencja | Kwalifikacje | Kwalifikacje | Finał | Finał   | Źródło      |
| Zawodnik           | Konkurencja | Wynik        | Pozycja      | Wynik | Pozycja | Źródło      |
| ------------------ | ----------- | ------------ | ------------ | ----- | ------- | ----------- |
| Mutazz Isa Barszim | skok wzwyż  | 2,28         | 1. q         | 2,37  | 1.      | [ 2 ] [ 3 ] |